# عقيل جابر
عقيل جابر، من مواليد 11 ابريل 1984، لاعب كرة قدم كويتي.
و قد كان يلعب في نادي الكويت، وفي ديسمبر 2006 انتقل إلى نادي السالمية.